# Saut en longueur féminin aux championnats du monde d'athlétisme 2009
Navigation
Osaka 2007 Daegu 2011
L'épreuve du saut en longueur féminin des championnats du monde de 2009 s'est déroulée les 21 et 23 août 2009 dans le Stade olympique de Berlin, en Allemagne. Elle est remportée par l'Américaine Brittney Reese.

## Critères de qualification
Pour se qualifier, il faut avoir réalisé au moins 6,72 m (minimum A) ou 6,62 m (minimum B) du 1er janvier 2008 au 3 août 2009.

## Résultats

### Finale
| Rang               | Athlète             | Pays        | Essais | Essais | Essais | Essais | Essais | Essais | Marque | Notes |
| Rang               | Athlète             | Pays        | 1      | 2      | 3      | 4      | 5      | 6      | Marque | Notes |
| ------------------ | ------------------- | ----------- | ------ | ------ | ------ | ------ | ------ | ------ | ------ | ----- |
| Médaille d'or      | Brittney Reese      | États-Unis  | 6.92   | 6.85   | 7.10   | x      | x      | x      | 7.10   | WL    |
| DQ                 | Tatyana Lebedeva    | Russie      | 6.78   | 6.97   | x      | x      | x      | x      | 6.97   | SB    |
| Médaille d'argent  | Karin Mey Melis     | Turquie     | 6.76   | x      | 6.80   | x      | x      | 6.49   | 6.80   |       |
| Médaille de bronze | Naide Gomes         | Portugal    | 6.77   | x      | 6.52   | 6.68   | 6.69   | 6.68   | 6.77   |       |
| 5                  | Olga Kucherenko     | Russie      | x      | x      | 6.77   | 6.63   | x      | 6.68   | 6.77   |       |
| 6                  | Shara Proctor       | Anguilla    | x      | 6.56   | 6.71   | x      | x      | 6.40   | 6.71   | NR    |
| 7                  | Maurren Higa Maggi  | Brésil      | 6.68   | x      | x      | 6.64   | -      | -      | 6.68   |       |
| 8                  | Ksenija Balta       | Estonie     | 6.62   | 6.52   | x      | 6.15   | 6.60   | 6.57   | 6.62   |       |
| 9                  | Brianna Glenn       | États-Unis  | x      | 6.59   | x      |        |        |        | 6.59   |       |
| 10                 | Teresa Dobija       | Pologne     | x      | 6.58   | 6.51   |        |        |        | 6.58   |       |
| 11                 | Nastassia Mironchyk | Biélorussie | x      | 6.24   | 6.29   |        |        |        | 6.29   |       |
|                    | Keila Costa         | Brésil      | x      | x      | x      |        |        |        | NM     |       |

## Finalistes
Pour se qualifier, il fallait sauter 6,75 m (Q) ou faire partie des douze meilleures (q). Les qualifications ont été en partie perturbées par la pluie.
1. Naide Gomes 	POR 	6,86 Q 	(0.2)
2. Maurren Higa Maggi 	BRA 	6,68 q 	(0.3)
3. Nastassia Mironchyk 	BLR 	6,55 q 	(-1.1)
4. Teresa Dobija 	POL 	6,55 q 	(-0.1)
5. Brianna Glenn 	USA 	6,53 q 	(-0.9)
6. Shara Proctor 	AIA 	6,52 q 	(-0.3)

1. Brittney Reese 	USA 	6.78 Q 	(0.0)
2. Tatyana Lebedeva 	RUS 	6.76 Q 	(0.1)
3. Olga Kucherenko 	RUS 	6.68 q 	(0.0)
4. Karin Mey Melis 	TUR 	6.67 q 	(-0.5)
5. Keila Costa 	BRA 	6.66 q 	(-0.5)
6. Ksenija Balta 	EST 	6.59 q 	(0.5)

## Légende
Records et Performances
- AR : Record continental (area record)
- CR : Record des championnats (championship record)
- MR : Record du meeting (meet record)
- NR : Record national (national record)
- OR : Record olympique (olympic record)
- PR : Record paralympique (paralympic record)
- PB : Record personnel (personal best)
- SB : Meilleure performance personnelle de la saison (season's best)
- WL : Meilleure performance mondiale de l'année (world leader)
- WJR : Record du monde junior (world junior record)
- WR : Record du monde (world record)

Circonstances et Conditions
- DNF : N'a pas terminé (did not finish)
- DNS : N'a pas pris le départ (did not start)
- DQ : Disqualification (disqualification)
- NM : Aucun essai valable enregistré (No Mark)
- Q : Qualifié « directement » au prochain tour (ou à la prochaine compétition), lors d'une compétition majeure, grâce au classement ou à la réalisation des minima (automatic qualifier)
- q : Qualifié au prochain tour (ou à la prochaine compétition), lors d'une compétition majeure, grâce au repêchage ou à la réalisation de l'une des meilleures performances parmi celles des « non qualifiés directement » (grâce au meilleur temps ou à la meilleure distance par exemple) (secondary qualifier)